# Calliandra germana
Calliandra germana är en ärtväxtart som beskrevs av Rupert Charles Barneby. Calliandra germana ingår i släktet Calliandra och familjen ärtväxter. Inga underarter finns listade i Catalogue of Life.